# Лапшенков, Вячеслав Степанович
Вячеслав Степанович Лапшенков (1925—2010) — советский и российский учёный в области гидротехники и мелиорации, доктор технических наук, профессор. Заслуженный деятель науки Российской Федерации (2000).

## Биография
Родился 7 ноября 1925 года в селе Кинель-Черкассы, Куйбышевской области.
С марта 1943 года призван в ряды Рабоче-Крестьянской Красной армии, участник Великой Отечественной войны в составе 552-го стрелкового полка, 191-й стрелковой дивизии — лейтенант, командовал миномётным взводом. Воевал на Волховском, Ленинградском, 3-м Прибалтийским и 2-м Белорусском фронтах. За участие в войне 28 марта 1945 года был награждён — Орденом Красной Звезды.
С 1947 по 1952 годы обучался в Ташкентском институте инженеров ирригации и механизации сельского хозяйства. С 1953 по 1962 годы работал инженером-гидротехником в Среднеазиатском отделении Гидропроекта. С 1962 по 1970 годы работал — научным сотрудником и старшим научным сотрудником в Среднеазиатском научно-исследовательском институте ирригации и с 1970 по 1976 годы — в Южном научно-исследовательском институте гидротехники и мелиорации.
С 1976 года на педагогической и научно-исследовательской работе:
с 1976 по 1991 годы — заведующий кафедрой гидротехнических сооружений, с 1991 по 2010 годы — профессор-консультант Новочеркасской государственной мелиоративной академии.
В. С. Лапшенков являлся разработчиком методов позволяющих на инженерном уровне анализировать, прогнозировать и моделировать русловые процессы в реках и водохранилищах, эти методы использовались в более чем пятидесяти мелиоративных и гидротехнических объектах. В. С. Лапшенков являлся участником составления большинства гидротехнических объектов на реках Северного Кавказа и Средней Азии. В. С. Лапшенков являлся разработчиком более пятнадцати новых сооружений и конструкций для борьбы с эрозионными процессами и осуществления мелиорации средних и малых рек.
В 1960 году В. С. Лапшенков защитил диссертацию на соискание учёной степени кандидата технических наук на тему: «Вопросы прогноза аккумуляции наносов в подпертых бьефах гидроузлов», в 1975 году — доктора технических наук на тему: «Русловые деформации в бьефах речных гидроузлов». В 1979 году В. С. Лапшенкову было присвоено звание — профессора.
В 2000 году Указом Президента Российской Федерации «за заслуги в научной деятельности» В. С. Лапшенков был удостоен почётного звания — Заслуженный деятель науки Российской Федерации.
Умер 30 июня 2010 года в Новочеркасске.

## Награды
- Орден Отечественной войны II степени (6 апреля 1985[7])
- Орден Красной Звезды (28 марта 1945[1])

### Звание
- Заслуженный деятель науки Российской Федерации (27 декабря 2000[6]) — за заслуги в области сельского хозяйства, перерабатывающей промышленности и многолетний добросовестный труд